# Glypta minuta
Glypta minuta är en stekelart som beskrevs av Dasch 1988. Glypta minuta ingår i släktet Glypta och familjen brokparasitsteklar. Inga underarter finns listade i Catalogue of Life.